# Romănești, Strășeni
Romănești este un sat din raionul Strășeni, Republica Moldova.

## Etimologie
Cea mai veche versiune a originii numelui satului este presupunerea că acesta este asociat cu numele lui Chiril Roman, care este menționat în documentele istorice din 1622, ca participant la vânzarea terenurilor situate pe acest teritoriu. După cum mărturisesc documentele de pe vremuri, proprietarii acestui teren au fost în continuă schimbare, dar numele a rămas și la început a fost constant confundat cu denumirile anterioare ale acestei zone: Ocelești, Pârlița, Căpinești. Statutul oficial al satului Romănești a fost dat în 1813, după anexarea Basarabiei la Imperiul Rus. Anul acesta este considerat data înființării satului.

## Administrație și politică
Componența Consiliului local Romănești (9 consilieri), ales la 5 noiembrie 2023, este următoarea:
|  | Partid                                        | Consilieri | Componență | Componență | Componență | Componență |
|  | --------------------------------------------- | ---------- | ---------- | ---------- | ---------- | ---------- |
|  | Partidul Socialiștilor din Republica Moldova  | 4          |            |            |            |            |
|  | Partidul Acțiune și Solidaritate              | 3          |            |            |            |            |
|  | Partidul Dezvoltării și Consolidării Moldovei | 2          |            |            |            |            |

## Vezi și
- Conacul familiei Romanov